# Trung tâm Văn hóa và Đại hội Jordanki

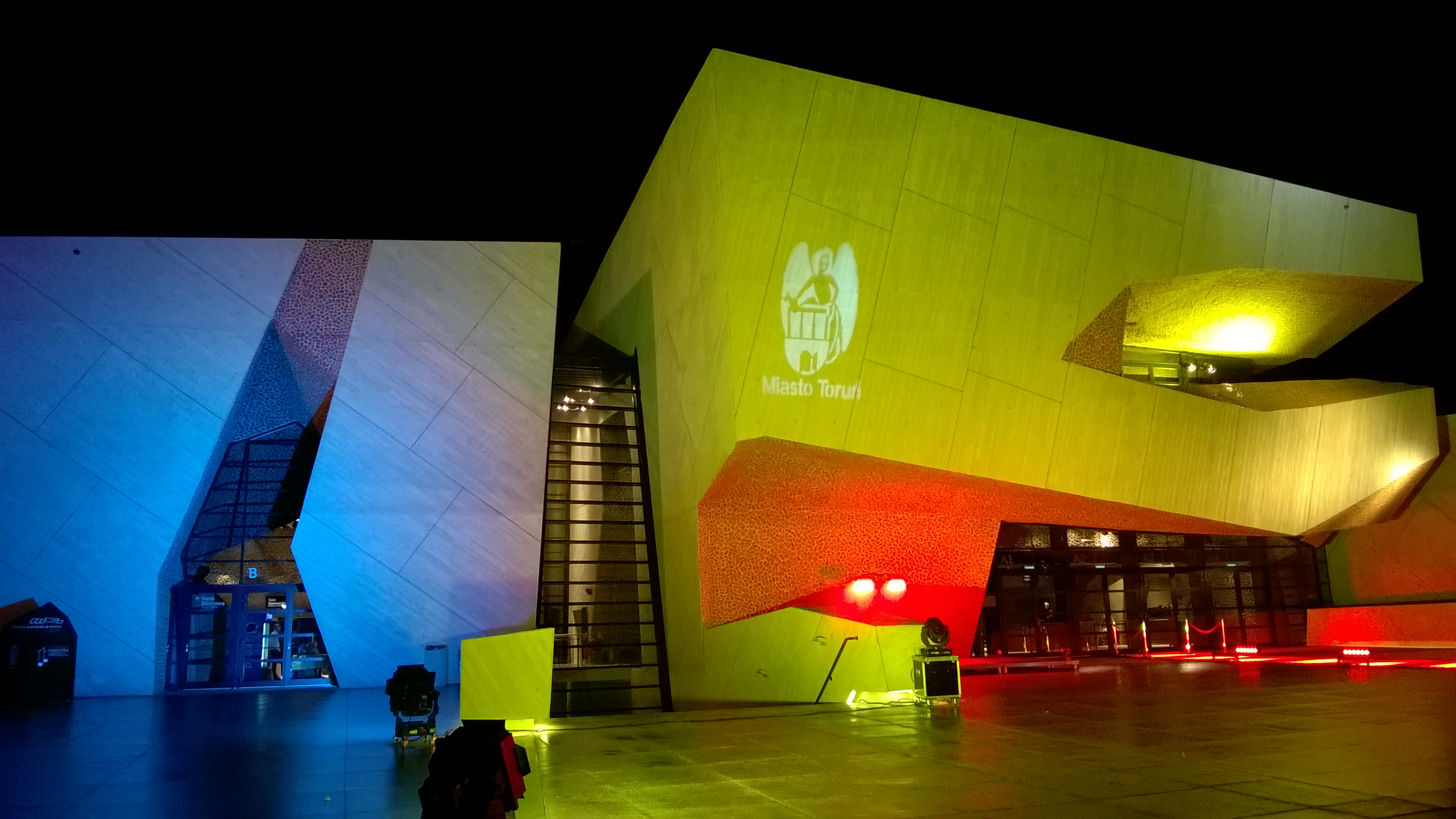
Trung tâm Văn hóa và Đại hội Jordanki ở Toruń (Ngày khánh thành)

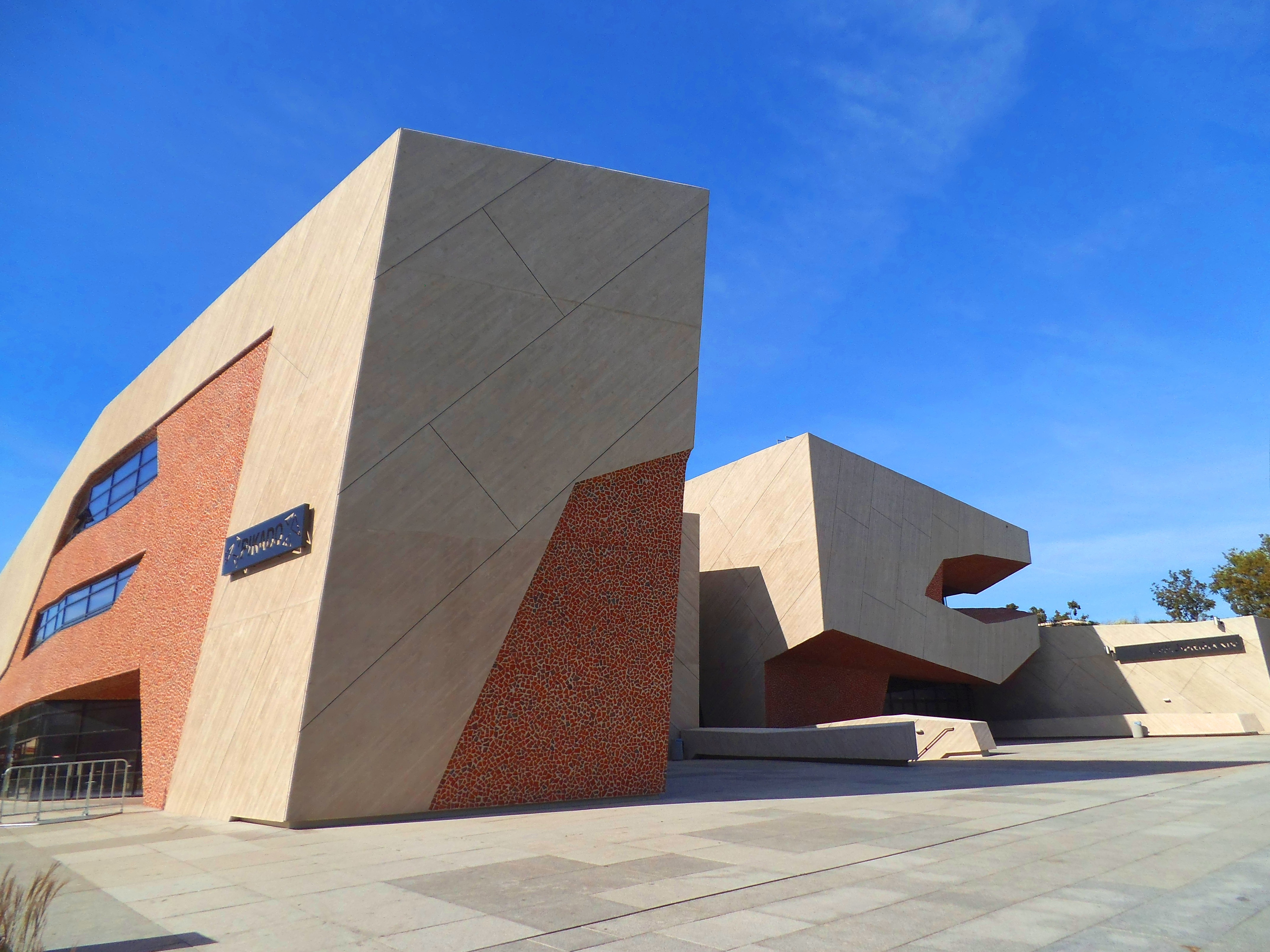
Nhìn từ phía Đông

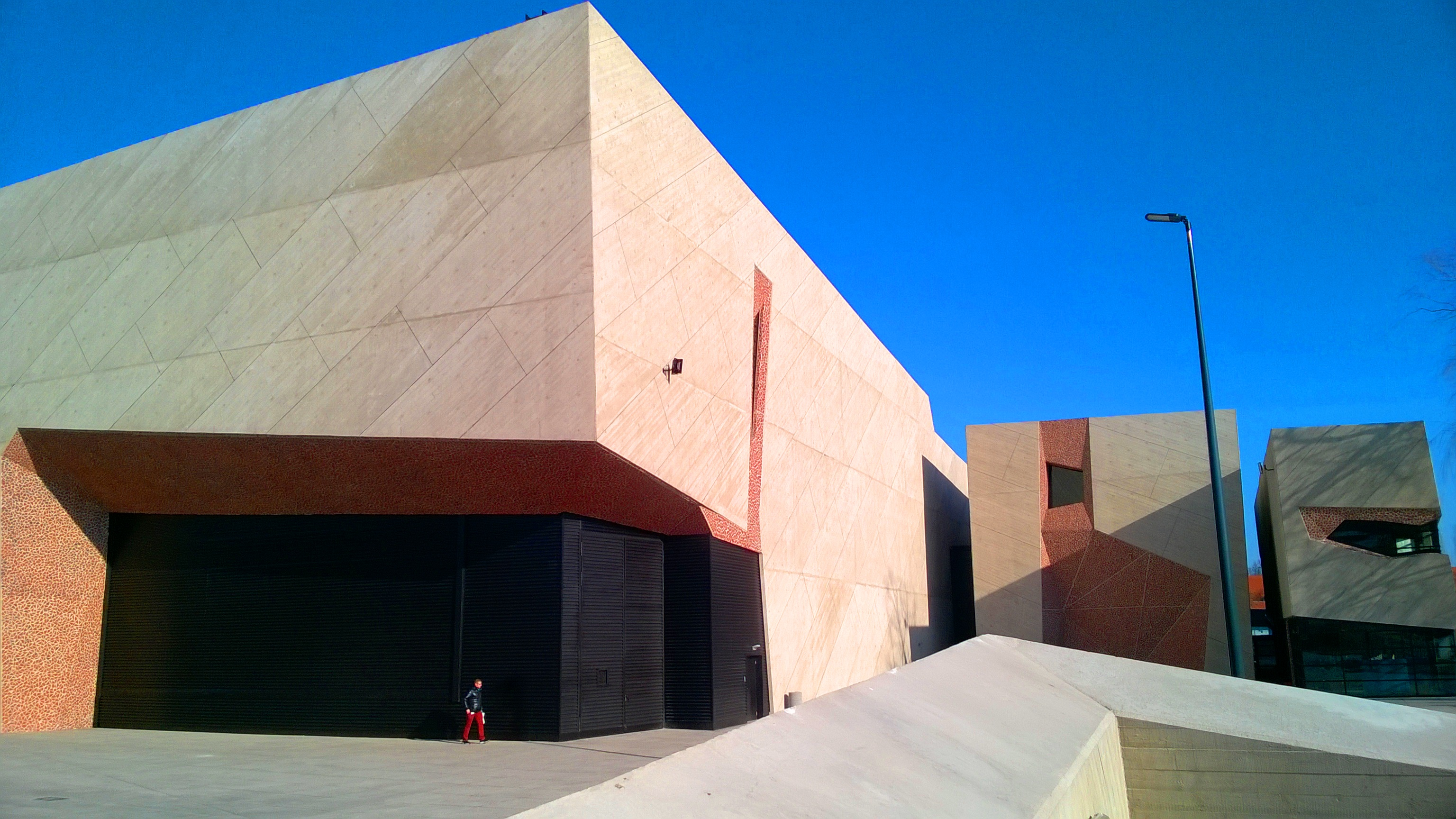
Nhìn từ phía Tây

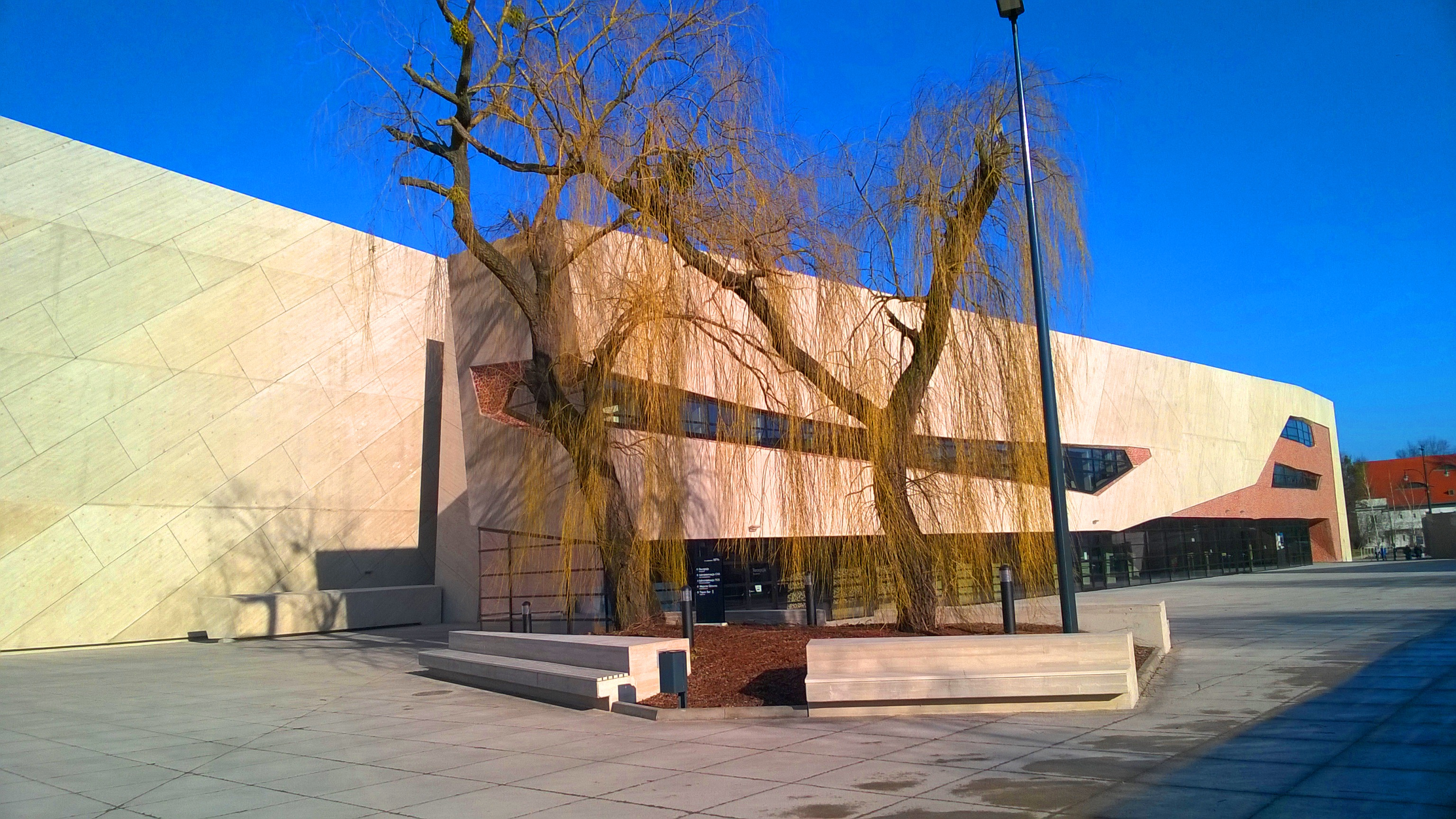
Nhìn từ phía Nam

Trung tâm Văn hóa và Đại hội Jordanki (tiếng Ba Lan: Centrum Kulturalno-Kongresowe Jordanki - viết tắt: CKK Jordanki) là một trung tâm văn hóa đa chức năng nổi tiếng ở Toruń, Ba Lan. Ngày 12 tháng 12 năm 2015, Trung tâm chính thức được khánh thành.
Trung tâm này là trụ sở của:
- Dàn nhạc Giao hưởng Toruń [2]
- Nhà hát Nhạc kịch Kujawsko-Pomorski Impresario[3]

## Vị trí
Trung tâm Văn hóa và Đại hội nằm ở trung tâm thành phố Toruń, gần:
- Thị trấn thời Trung Cổ Toruń
- Tòa nhà Văn phòng của Thống chế Toruń

Lối vào chính nằm tại số 1-3 Đại lộ Solidarności, 87-100 Toruń.

## Thống kê năm đầu
Trong năm đầu tiên hoạt động, Trung tâm thu hút hơn 140.000 khán giả đến xem các chương trình: 91 buổi biểu diễn âm nhạc, 42 buổi biểu diễn sân khấu (như kịch, thơ ca và ba lê) và 43 hội nghị. Ngoài ra, Trung tâm còn tổ chức 14 sự kiện dạ tiệc, 28 khóa đào tạo chuyên gia, 19 cuộc họp kinh doanh và chính trị, 8 lễ hội và 2 buổi tiệc rượu.

## Đặc điểm kiến trúc
Trung tâm Văn hóa và Đại hội bao gồm:
- Hội trường lớn: 880 chỗ ngồi - Khán đài: 1012 m2 - Sân khấu: 600 m2
- Hội trường nhỏ: 300 chỗ ngồi - Khán đài: 315 m2 - Sân khấu: 125 m2
- Các phòng hội nghị
- Một bãi đậu xe ngầm hai tầng
- Xung quanh tòa nhà được trồng nhiều cây xanh
- Văn phòng và một quán cà phê

Tất cả hội trường và phòng hội nghị đều sở hữu trang thiết bị âm thanh và ánh sáng hiện đại nhất. Ngoài ra, Trung tâm còn nổi tiếng với phần sảnh được thiết kế theo phong cách kiến trúc Gothic, kết hợp với nhiều hình thức điêu khắc độc đáo, thể hiện kiến trúc và lịch sử của Toruń theo một cách sinh động.

## Hoạt động
Trung tâm Văn hóa và Đại hội Jordanki là nơi tổ chức nhiều sự kiện văn hóa và nghệ thuật khác nhau gồm:
- Buổi hòa nhạc
- Lễ hội
- Đại hội
- Hội nghị
- Hội chợ
- Trình diễn thời trang

## Một số giải thưởng và danh hiệu
- Một trong 7 kỳ quan mới của Ba Lan do National Geographic trao tặng.
- Một trong 6 dự án tốt nhất trong bảng xếp hạng quốc tế ở hạng mục "Bê tông - kiến trúc".
- Lọt vào chung kết Liên hoan kiến trúc quốc tế Berlin (2016).
- Giải thưởng của năm do Hiệp hội kiến trúc sư Ba Lan trao tặng.
- Hiện đại hóa của năm.
- Giải thưởng SARP (2015) ở hạng mục "Cơ sở tiện ích công cộng - cơ sở văn hóa".[8]
- Giải thưởng cho "Dự án văn hóa tốt nhất" tại Lễ hội kiến trúc Barcelona.
- Giải thưởng cho cơ sở tốt nhất.[9][10]
- Giải thưởng ở hạng mục “Đầu tư, hỗ trợ và phát triển du lịch”.

## Ảnh

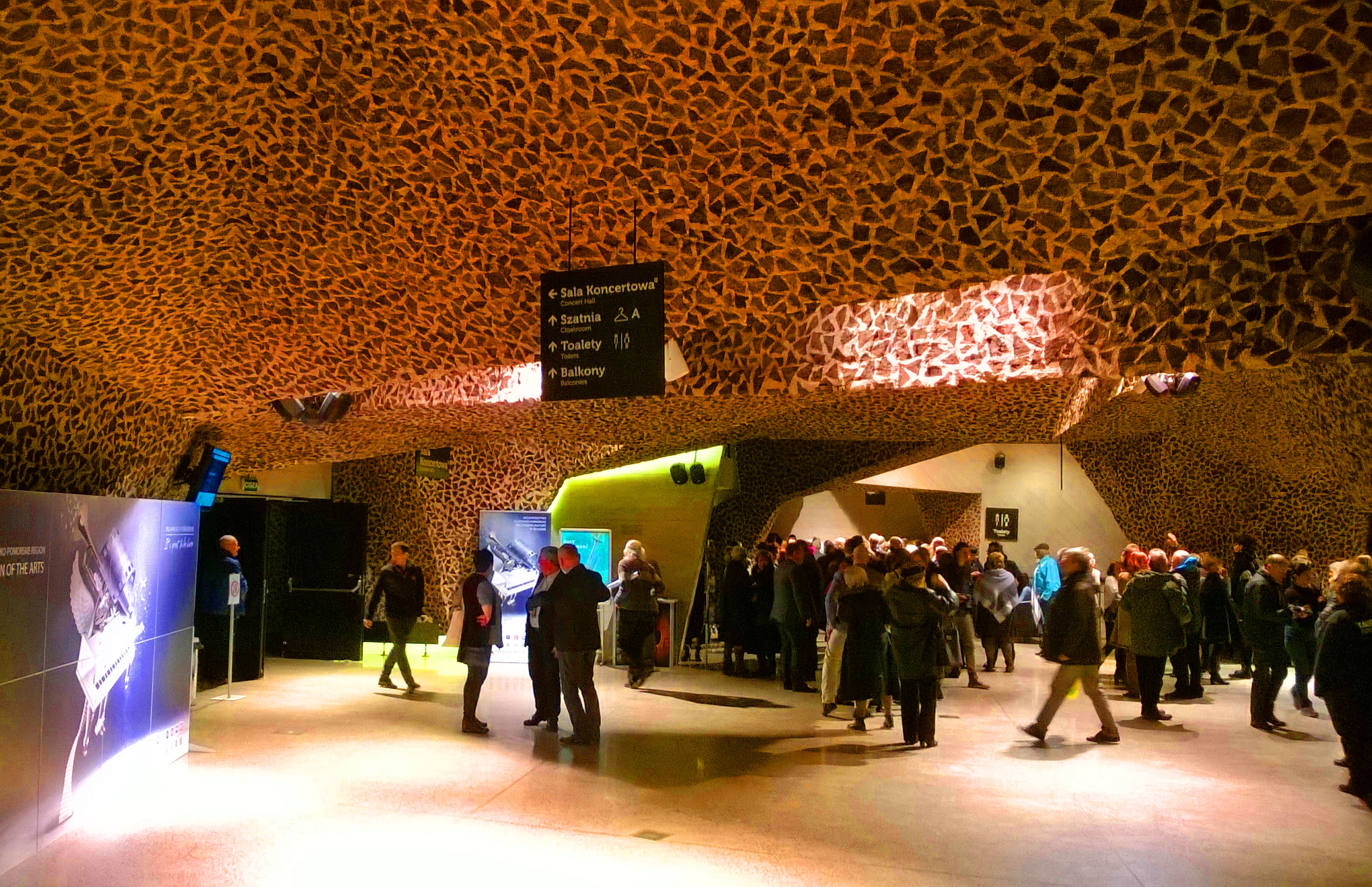
Phần sảnh của Trung tâm
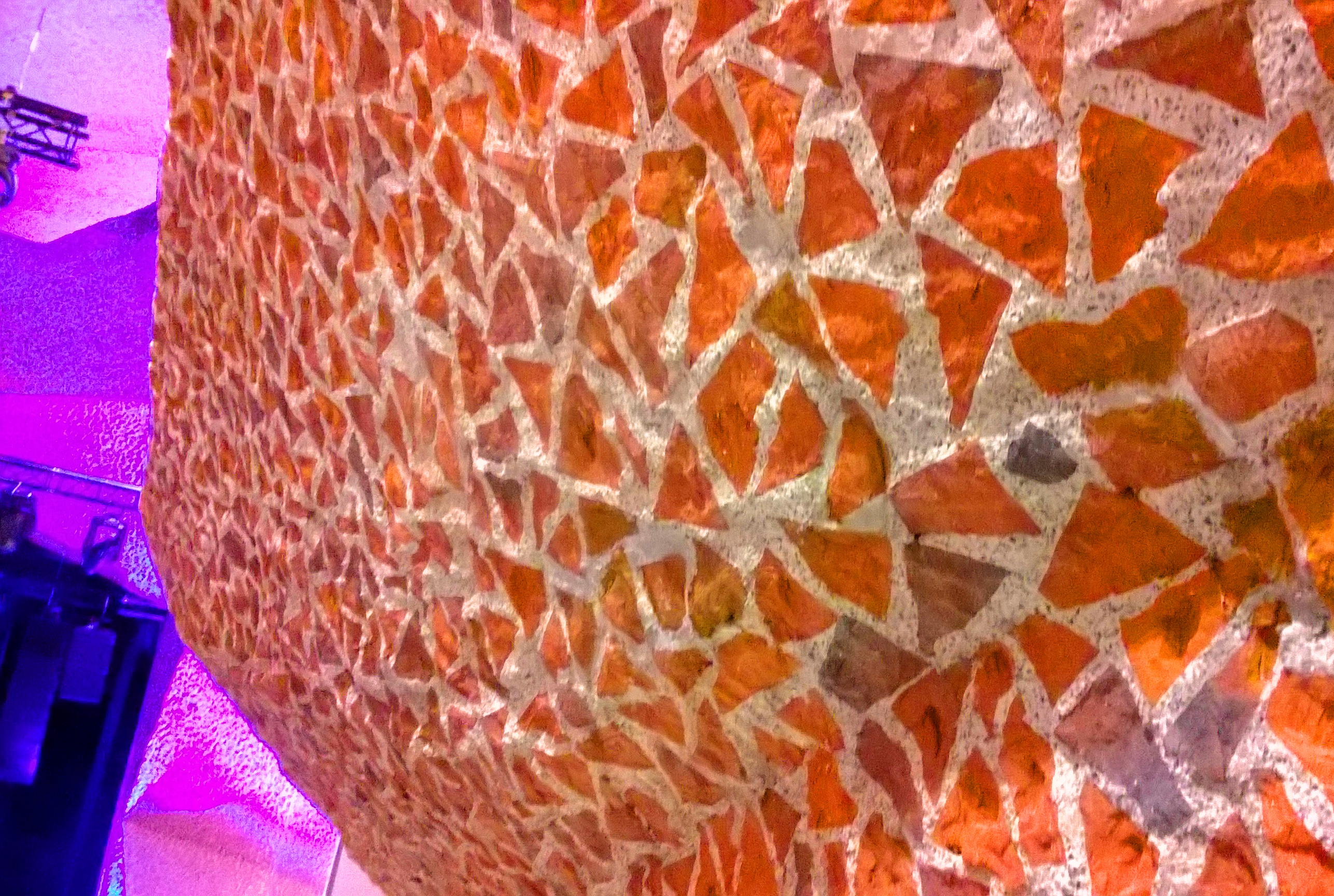
Tường của sảnh
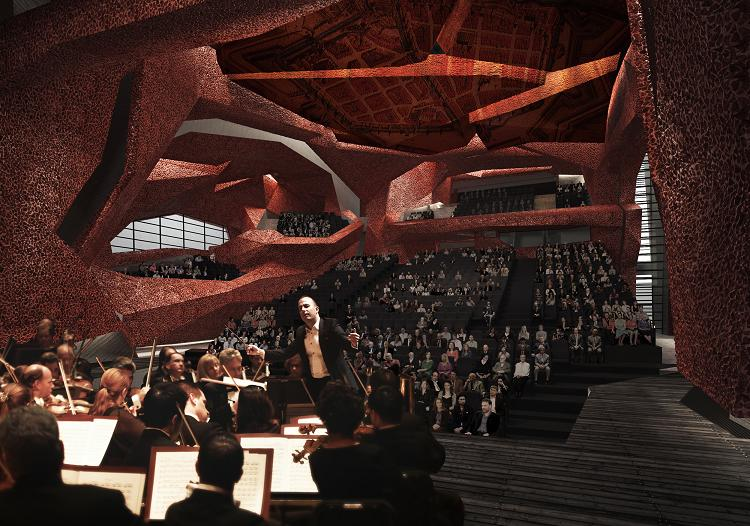
Một buổi hòa nhạc
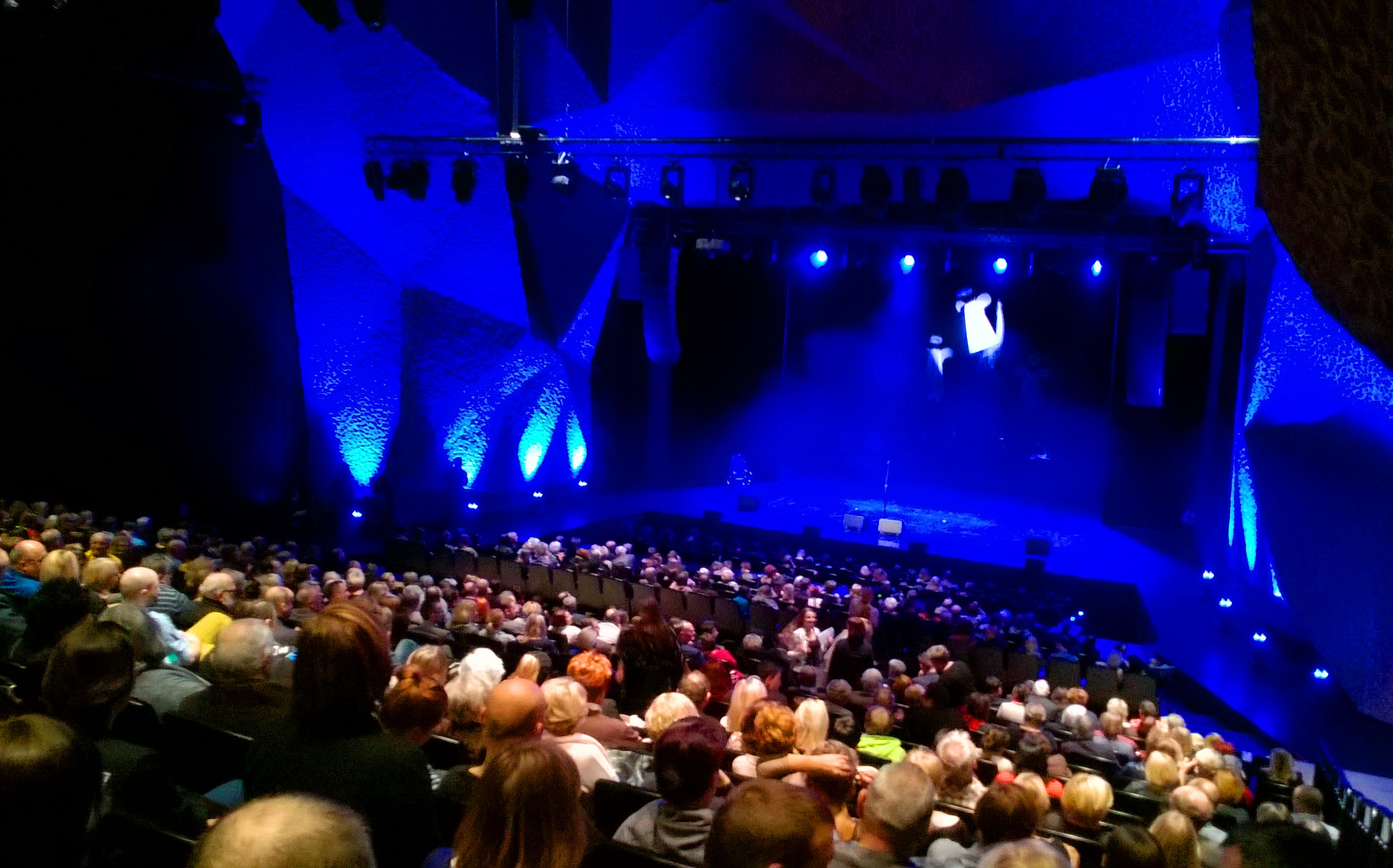
Khán giả xem biểu diễn